# Crosse Canada
 (août 2024).
 (septembre 2024).
Crosse Canada (en anglais : Lacrosse Canada), anciennement l'Association canadienne de crosse, fondée en 1868, est l'organisme directeur du crosse au Canada. Il organise des tournois de championnats nationaux juniors et seniors pour hommes et femmes en crosse sur le terrain et en enclos. Il y a cinq équipes nationales qui participent aux championnats du monde de crosse sur un cycle de quatre ans.

## Championnats
Crosse en enclos / box
- Coupe Mann Senior "A"
- Coupe des Présidents Senior « B »
- Coupe Minto Junior « A »
- Coupe des Fondateurs Junior "B"
- Championnats nationaux box pour filles de 16 ans et moins
- Championnats nationaux box pour garçons de 16 ans et moins
- Championnats nationaux box pour filles de 14 ans et moins
- Championnats nationaux box pour garçons de 14 ans et moins
- Championnats nationaux box pour garçons de 12 ans et moins
- Championnats nationaux juniors féminins U-21

Crosse en champ
- Coupe Ross Senior Division I
- Trophée de la Victoire Division Senior II
- Trophée des Premières Nations U18 garçons
- Coupe des Anciens U15 Garçons
- Championnats nationaux de cross-country féminin U19

## Associations
- Association de crosse de l'Alberta
- Association de crosse de la Colombie-Britannique
- Fédération de crosse du Québec
- Association de crosse des Premières Nations
- Lacrosse Nouveau-Brunswick
- Lacrosse en Nouvelle-Écosse
- Lacrosse Î.-P.-É.
- Association de crosse du Manitoba
- Association de crosse de Terre-Neuve
- Association ontarienne de crosse
- Association de crosse de la Saskatchewan

## Ligues

### Senior A
- Séries majeures de crosse
- Association de crosse de l'Ouest

### Senior B
- Ligue de crosse Can-Am
- Ligue de crosse senior de la Nouvelle-Écosse
- Ligue de crosse senior B de l'OLA
- Ligue de crosse senior du Québec
- Ligue de crosse des Rocheuses
- Ligue de crosse senior des Trois Nations
- Association de crosse senior de la côte ouest
- Ligue de crosse Prairie Gold

### Junior A
- Ligue de crosse junior A de la Colombie-Britannique
- Ligue de crosse junior A de l'Ontario
- Ligue de crosse des Rocheuses